# 绵毛水东哥
绵毛水东哥（学名：Saurauia griffithii），为猕猴桃科水东哥属下的一个植物变种。